# Моляко Валентин Олексійович
 МОЛЯКО Валентин Олексійович  (нар. 24 липня 1937, с. Вереміївка, Градязького району Полтавської області, УРСР тепер Чорнобаївський район Черкаської області) — український психолог, академік НАПН України, доктор психологічних наук, професор, завідувач лабораторією психології творчості Інституту психології імені Г. С. Костюка НАПН України, шеф-редактор журналу «Обдарована дитина», лауреат Міжнародної рейтингової премії України у галузі психології імені  В. А. Роменця, автор системи розвитку, тренінгу та діагностики творчих здібностей КАРУС, засновник Київської наукової школи психології творчості.

## Відзнаки та нагороди
Нагороджений Почесними грамотами НАПН України, Міністерства освіти і науки України, Верховної Ради України, Інституту психології імені Г.С. Костюка НАПН України, медалями імені В.О. Сухомлинського, К.Д.Ушинського, А.С. Макаренка, Г. С. Сковороди, орденом «Знак пошани».

## Доробок

### Головні здобутки
Автор теорії психологічної безпеки особистості, теорії функціонування психіки на рівнях творчості, образних і раціональних компонентів мислення, адекватної саморегуляції суб’єкта учіння в умовах інформаційних перевантажень[джерело?].
У 1987 р. розроблена програма роботи з обдарованими дітьми і молоддю, яка в 2001 р. була покладена в основу Указів Президента України «Про програму роботи з обдарованою молоддю на 2001 – 2005 рр.», «Про програму роботи з обдарованою молоддю на 2006 – 2010 рр.»
Науково-практичним центром щодо роботи з обдарованою молоддю став започаткований В.О. Моляко журнал «Обдарована дитина», який видається з 1998 р.[джерело?]
Цикл праць В.О. Моляко склав основу для започаткування на той час нової галузі психологічної науки – екологічної психології[джерело?].

### Основні публікації
Моляко В.О. є автором понад 400 наукових та науково-популярних праць, серед яких монографії, посібники з психології творчості і мислення, статті.
- Моляко В. О. Київська школа дослідження стратегій мислительної діяльності / В. О. Моляко, Р. В. Моляко // Актуальні проблеми психології: традиції і сучасність: тези міжнар. наук. Костюківських читань, 9–11 черв. 1992 р., Київ. — Т. 2. — К., 1992. — С. 86–87.;
- Моляко В. О. Концепція виховання творчої особистості / В. О. Моляко // Радянська школа. — 1991. — № 5. — С. 47–51.;
- Моляко В. А. Психологическая система творческого тренинга «КАРУС» / В. А. Моляко . — К. : Знание, 1996. — 44 с.;
- Моляко В. А. Психологическая система тренинга конструктивного мышления / В. А. Моляко // Вопросы психологии. — 2000. — № 5. — С. 136—141.;
- Моляко В. А. Психология решения школьниками творческих задач / В. А. Моляко. — К. : Радянська школа, 1983. — 95 с.;
- Моляко В. А. Техническое творчество и трудовое воспитание / В. А. Моляко. — М. : Знание, 1985. — 80 с.;
- Моляко В. О. Проблеми функціонування творчого сприймання в умовах надлишку інформації різної модальності та значимості / В. О. Моляко // Актуальні проблеми психології: Збірник наукових праць Інституту психології імені Г. С. Костюка НАПН України. — К.: Видавництво «Фенікс», 2013. — Т. ХІІ. Психологія творчості. — Вип. 16. — С. 7-19.